# Segura de Toro
Segura de Toro – gmina w Hiszpanii, w prowincji Cáceres, w Estramadurze, o powierzchni 14,73 km². W 2011 roku gmina liczyła 191 mieszkańców.